# Mirzino Jato
Mirzino Jato war eine jugoslawische Disco-Band aus Sarajevo.

## Entstehung und Karriere
Mirzino Jato entstand Ende der 1970er Jahre nach dem Vorbild der deutschen Disco-Band Boney M. Die Gruppe hat während der Zeit ihres Bestehens zwei Alben veröffentlicht, Šećer i med (1979) und Naјslađi rode (1983). Alle Lieder wurden von Sead Lipovača, E-Gitarrist der Band Divlje Jagode, geschrieben. Hit der Band war der Song Apsolutno tvoj.
Nachdem sich die Gruppe 1992 aufgelöst hatte, setzte Mirza Alijagić seine Karriere als Bassist an der Oper von Sarajevo fort. Gordana Ivandić, die Schwester von Bijelo dugme-Schlagzeuger Goran Ivandić, wurde die Sängerin der Band Makadam und Zumreta Midžić (Zuzi Zu) startete eine Solo-Karriere als Sängerin von Pop-, Rock- und Roma-Musik sowie von Sevdalinka und als Musikautorin und Songwriterin.

## Gruppenmitglieder
- Mirza Alijagić
- Gordana Ivandić
- Zumreta Midžić (Zuzi Zu)